# Sperberung

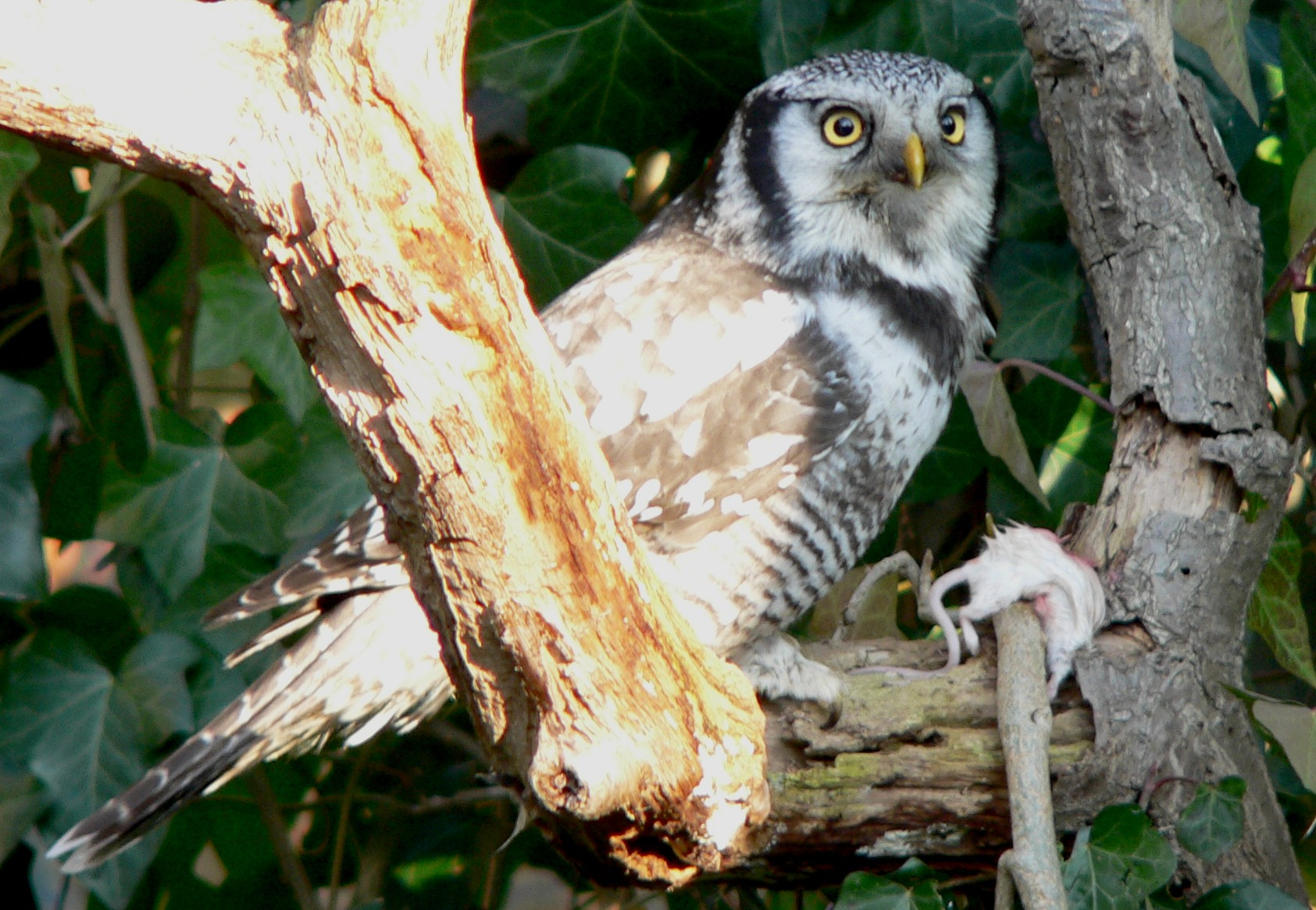
Sperberung des Bauch- und Flankengefieders bei der Sperbereule

Sperberung ist ein Fachbegriff aus der Ornithologie und Geflügelzucht. Damit werden die auf hellem, gelblichem oder weißlichem Untergrund dunkel quer gebänderten Gefiederzeichnungen im Brust-, Bauch- und Flankenbereich von Vögeln beschrieben. Sie ähneln in Färbung und Struktur jenen des Sperbers (Accipiter nisus).

## Hühner

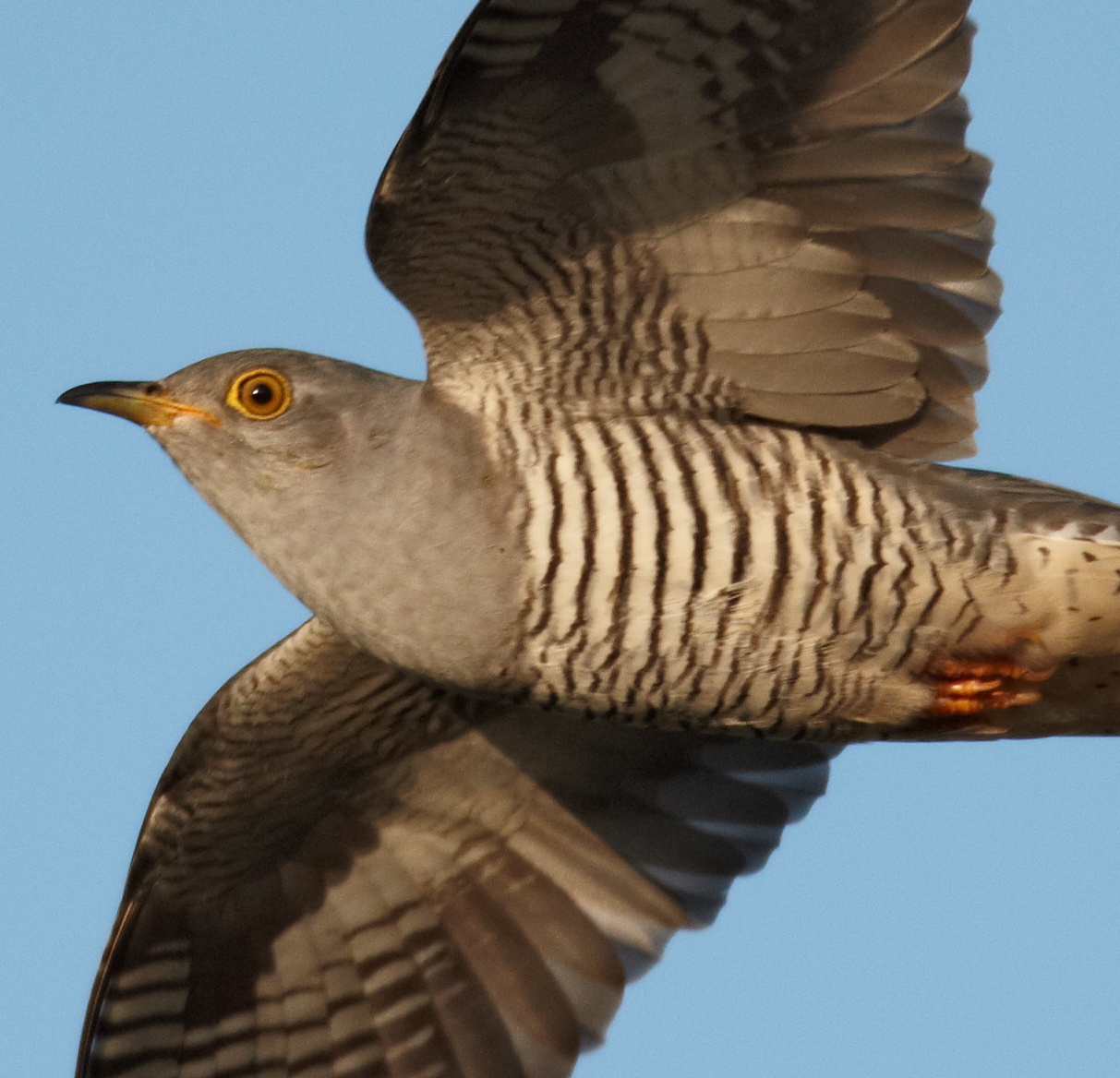
Brustzeichnung des Kuckucks

Die Sperberung ist als Farb- und Zeichnungsvariante bei sehr vielen Hühnerrassen vorhanden. Die Kontrastierung ist bei den jeweiligen Rassen unterschiedlich definiert. Der Begriff „Sperberzeichnung“ ist typisch für die deutschsprachige Bezeichnung, wobei die anderen europäischen Sprachen von „Kuckuckszeichnung“ sprechen.

### Zeichnung

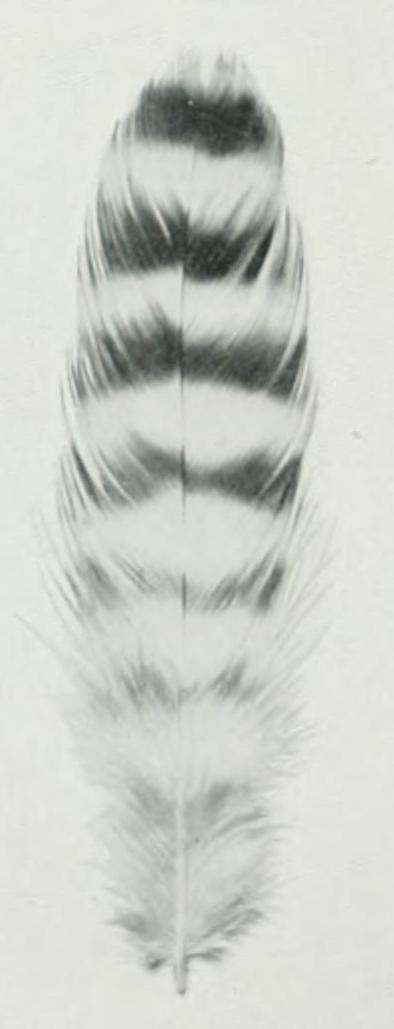
Gesperberte Hühnerfeder

Eine gesperberte Feder zeigt abwechselnd dunklere und hellere Streifen. Die Begrenzung zwischen den Bändern ist per Definition etwas unscharf. Bei mehreren Rassen besteht eine sehr stark kontrastierte Bänderung, die nicht als Sperberung, sondern laut Rassestandard als Streifung bezeichnet wird, wie beim Plymouth Rock. Genetisch sind Sperberung und Streifung jedoch zurückzuführen auf die gleiche Genmutation, mit unterschiedlicher Ausprägung durch die Geschwindigkeit des Federwachstums. Die sogenannte Sprenkelung bei Hühnern unterscheidet sich von der Sperberung, indem sich keine gleichmäßigen Bänder bilden, sondern regelmäßig und symmetrisch gestaltete Flecken. Da die Flecken genetisch als Schwarzfarbe definiert sind, können sie bei phänotypisch vorhandener Weißfärbung auch weiß sein. Bei anderen Vogelarten werden die Begriffe oft beide für eine Bänderung benutzt (z. B. beim Eichelhäher).

### Unterschiede bei Küken
Ein wichtiger Grund, um die Sperberung in der Vergangenheit bei Nutzhühnern hineinzuzüchten, ist die Eigenschaft von jungen gesperberten Küken, geschlechtsgebundene Unterschiede in der Federzeichnung zu zeigen (insbesondere ein heller Fleck auf dem Kopf der Hähnchen). Hierdurch entfiel die aufwändige und fehleranfällige Trennung anhand anderer Merkmale.

### Farbe
Die klassische Sperberung ist bei genetisch vorhandenem Silberfaktor schwarz-weiß und bei allen Federn vorhanden. Der Goldfaktor verändert die Farbe in gelblich, rötlich oder bräunlich auf hellem Untergrund. Verdünnungsgene oder -faktoren, wie der Lavendelfaktor, hellen die dunklen Streifen auf.

## Liste von Hühnerrassen mit Sperberung
Gesperberte Hühnerrassen, sofern in Europa anerkannt

(Rassen mit Sperberung als alleinige Zeichnungsvariante: fett gedruckt)

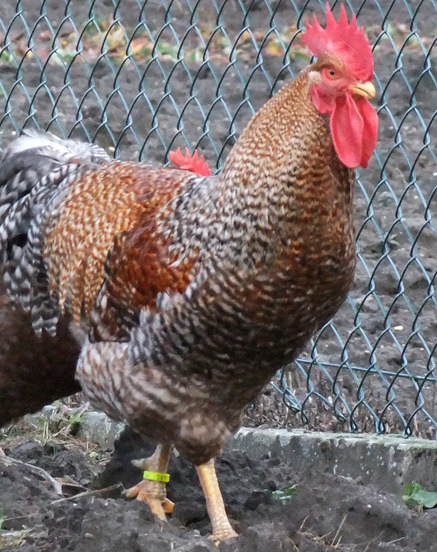
Bielefelder Hahn

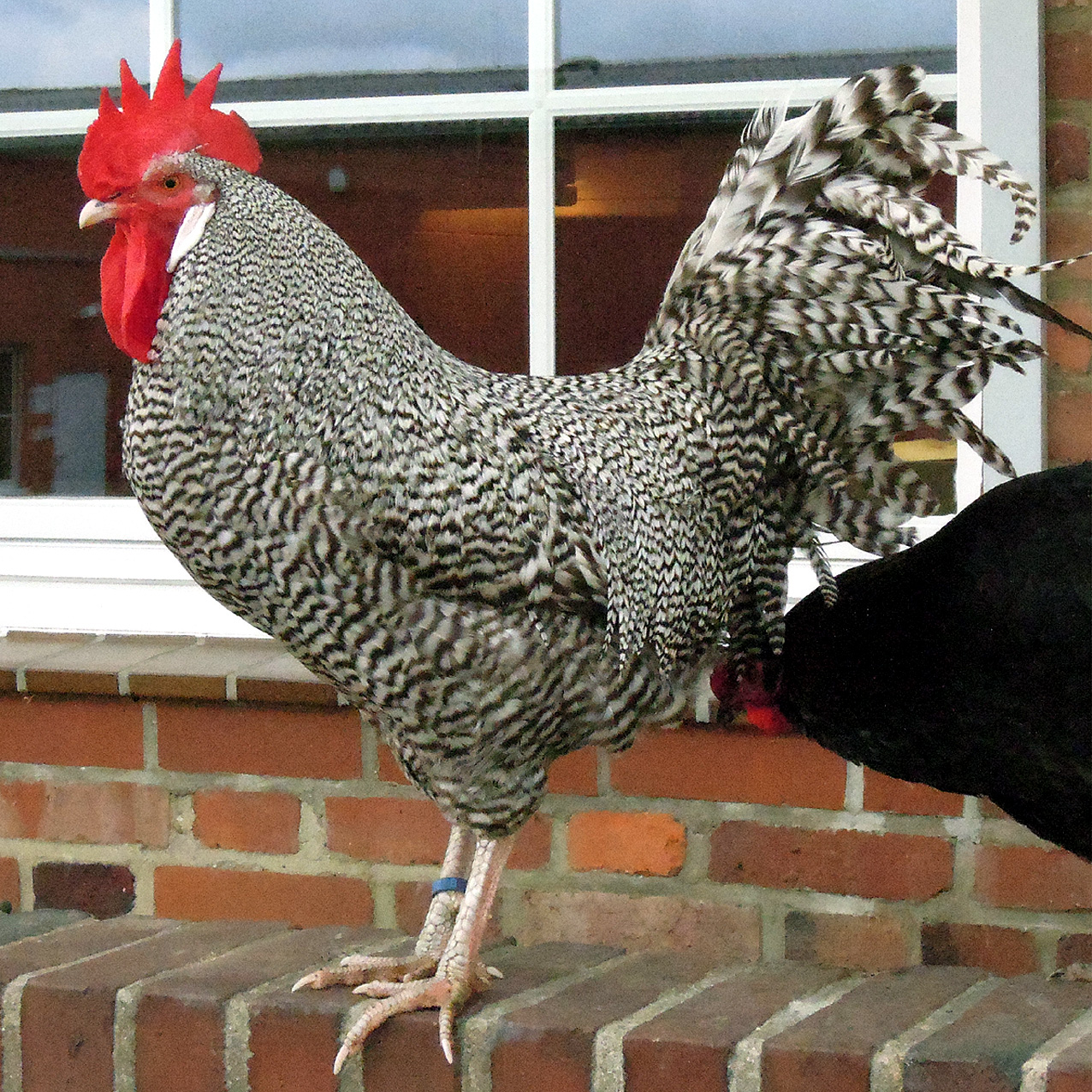
Deutscher Sperberhahn

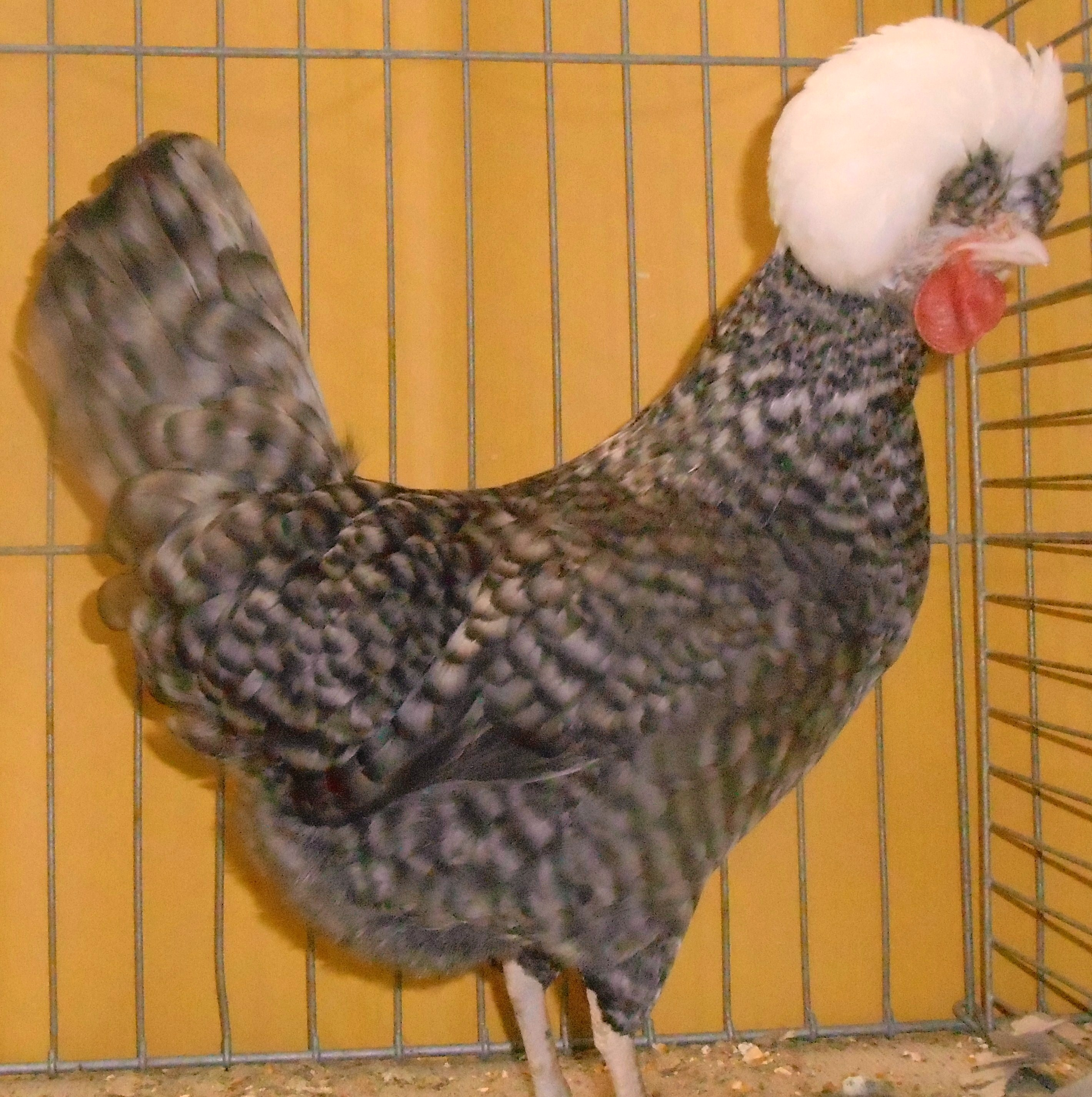
Holländer Haubenhuhn Weißhaube gesperbert

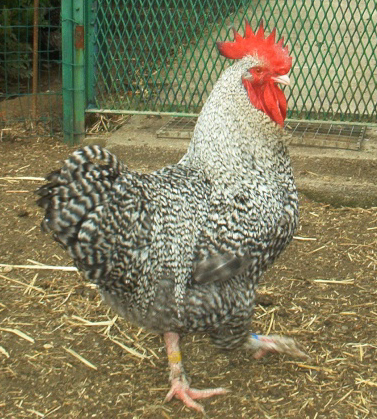
Marans

- Aarschoter Huhn
- Altenglischer Kämpfer
- Araucana
- Baskisches Huhn
- Bergischer Schlotterkamm
- Bielefelder Kennhuhn

- Brabanter
- Brabanter Bauernhuhn
- Brahma
- Breda
- Chu Shamo-Kämpfer
- Cochin
- Crèvecoeur
- Dänisches Landhuhn
- Delaware
- Deutsches Lachshuhn
- Deutsches Langschan
- Deutscher Sperber

- Dominikaner
- Dorking
- Drenther Huhn
- Eulenbarthuhn
- Flämischer Sperber
- Französischer Sperber
- Friesenhuhn
- Hamburger
- Herver Huhn
- Holländer Haubenhuhn

- Houdan
- Izegemer Sperber
- Kaulhuhn
- Krüper
- La Flèche
- Malaie
- Mallorquina
- Marans Marans
- Mechelner
- Mechelner Putenkopf
- Nackthalshuhn
- Niederrheiner
- Nordholländisches Huhn
- Norwegisches Jaerhuhn
- Orloff
- Oxford-Kämpfer
- Paduaner
- Posaviner Haubenhuhn
- Rennaiser Sperber
- Rheinländer
- Sachsenhuhn
- Schottischer Krüper
- Seidenhuhn
- Shamo
- Sobrarbe
- Sizilianischer Becherkamm
- Spanischer Kämpfer
- Strupphuhn
- Thüringer Barthuhn
- Tirlemonder Kämpfer
- Tuzo
- Yamato Gunkei
- Zottegemer Huhn

## Sonstige Vogelarten
Die gesperberte Gefiederzeichnung wurde bei einigen Vogelarten wie zum Beispiel der Sperbergrasmücke (Sylvia nisoria) oder der Sperbereule (Surnia ulula) namensgebend.